# کرامیه (رساله)
رسالهٔ کرامیه یک رساله از دورهٔ صفویه است که در مورد موسیقی سنتی ایران نوشته شده‌است.

## تاریخچه
رسالهٔ کرامیه به شخصی به نام «سفرچی» نسبت داده می‌شود که در روزگار شاه طهماسب (۹۳۰ تا ۹۸۴ ه‍.ق) و شاه عباس (۹۹۶ تا ۱۰۳۸ ه‍.ق) می‌زیسته‌است. در نسخه‌ای از کتاب که بر جای مانده‌است، نام نگارنده نیامده است و در دیباچه نویسنده از خود با لفظ «سرگشتهٔ کوی نامرادی» یاد کرده‌است.

## محتویات
این رساله در سه فصل نگارش شده. فصل اول به معرفی دوازده مقام موسیقی می‌پردازد؛ فصل دوم به معرفی شعبات آن مقام‌ها می‌پردازد، و فصل سوم «در آوازه و مقامات» نام دارد. به جز این چند سرفصل بی‌شماره هم در این رساله وجود دارند که عنوانشان عبارت است از: در بیان هفده بحر، در بیان شَدّ، در بیانِ شَد که استادان خوانند، در کواکب معمول. در این بخش آخری، رابطهٔ بین ۱۲ مقام موسیقی با ۱۲ برج منطقة البروج شرح داده شده‌است.